# Stanisław Iwano-Frankiwsk
Stanisław Iwano-Frankiwsk (ukr. Міні-футбольний клуб «Станіслав» Івано-Франківськ, Mini-Futbolnyj Kłub "Stanisław" Iwano-Frankiwśk) – ukraiński klub futsalu, mający siedzibę w mieście Iwano-Frankiwsk. W sezonie 1992/93 występował w pierwszych rozgrywkach Pucharu Ukrainy.

## Historia
Chronologia nazw:
- 1992: Stanisław Iwano-Frankiwsk (ukr. «Станіслав» Івано-Франківськ)
- 1994: klub rozwiązano

Klub futsalowy Stanisław Iwano-Frankiwsk został założony w Iwano-Frankowsku w 1992 roku. W sezonie 1992/93 zespół startował w pierwszych rozgrywkach Pucharu Ukrainy w futsalu. W grupie 4 drużyn, które zmagały się w Iwano-Frankowsku, nie zakwalifikował się do dalszych gier. W sezonie 1993/94 brał udział w turnieju o Puchar Wielkiego Dniepra.
Potem klub z powodów problemów finansowych został rozwiązany.

## Sukcesy

### Trofea międzynarodowe
Nie uczestniczył w rozgrywkach europejskich (stan na 31-05-2019).

### Trofea krajowe
| \| \| Zdobyte trofea w rozgrywkach Ukrainy (stan na: 31-05-2019) \| |                                                            |      |          |
| Rozgrywki                                                           | Osiągnięcie                                                | Razy | Sezon(y) |
| · Mistrzostwo                                                       | I miejsce                                                  | 0    |          |
| · Mistrzostwo                                                       | II miejsce                                                 | 0    |          |
| · Mistrzostwo                                                       | III miejsce                                                | 0    |          |
| Puchar                                                              | zdobywca                                                   | 0    |          |
| Puchar                                                              | finalista                                                  | 0    |          |
| Puchar                                                              | I runda grupowa                                            | 1    | 1992/93  |
| II liga                                                             | I miejsce                                                  | 0    |          |
| II liga                                                             | II miejsce                                                 | 0    |          |
| II liga                                                             | III miejsce                                                | 0    |          |
| Ukraina                                                             | Zdobyte trofea w rozgrywkach Ukrainy (stan na: 31-05-2019) |      |          |

## Struktura klubu

### Stadion
Klub rozgrywał swoje mecze domowe w Hali Kompleksu Sportowego Koledżu Wychowania Fizycznego w Iwano-Frankiwsku (zwanej Maneż Sportowy), znajdującej się przy ul. Bandery, 76000 Iwano-Frankiwsk. Pojemność: 1500 miejsc siedzących.